# Santiago Muñoz
Santiago René „Santi“ Muñoz Robles (* 14. August 2002 in El Paso, Texas) ist ein US-amerikanisch-mexikanischer Fußballspieler. Der Stürmer ist als Leihspieler des mexikanischen Klubs Santos Laguna bei Newcastle United aktiv.

## Vereinskarriere
Muñoz fiel bei der Alianza de Futbol, einer US-amerikanischen Turnierserie für hispanische Jugendfußballer einem Scout des mexikanischen Erstligisten Santos Laguna auf. Dort spielte er in der Folge in der U-17- und U-20-Mannschaft, und wurde im Frühjahr 2019 in die mexikanische U-17-Nationalauswahl berufen. 
Im März 2020 saß er erstmals auf der Ersatzbank des Profiteams, die Saison wurde aber aufgrund der weltweiten COVID-19-Pandemie direkt danach abgebrochen. Von Beginn der darauffolgenden Liga MX 2020/21 an gehörte Muñoz fix zum Kader der Profimannschaft und gab am 25. Oktober 2020 bei einem 2:1-Heimerfolg über Atlético San Luis sein Debüt in der höchsten mexikanischen Fußballliga.
Ende August 2021 wechselte Muñoz für 18 Monate auf Leihbasis zu Newcastle United in die Premier League. Der Transfer erregte international Aufmerksamkeit, weil der fiktive Fußballspieler Santiago Muñez aus dem Spielfilm Goal! ebenfalls für Newcastle United spielte.

## Nationalmannschaftskarriere
Nachdem er etwa ein Jahr im Nachwuchs von Santos Laguna aktiv gewesen war, erfolgte im Frühjahr 2019 die Einberufung des US-amerikanisch-mexikanischen Doppelstaatsbürgers in die mexikanische U-17-Nationalauswahl. So gehörte er unter anderem zur Startformation der Mexikaner bei der CONCACAF U-17-Meisterschaft 2019 auf den Fußballplätzen der IMG Academy in Bradenton, Florida. Im zweiten Gruppenspiel gegen Bermuda erzielte er beim 5:0-Sieg seines Teams in Minute 82 den vierten Treffer. Im abschließenden Gruppenspiel gegen Trinidad und Tobago stand er in der Startelf von Trainer Marco Antonio Ruiz und trug mit einem Hattrick zum 5:0-Erfolg bei. Nach Siegen über Puerto Rico, El Salvador und Haiti gehörte er im Finale gegen die gleichaltrigen US-Amerikaner zur Startelf. Dabei glich er in der 17. Minute die Führung der USA aus, in der Verlängerung schoss Israel Luna, der ebenso wie Muñoz fünf Turniertreffer für Mexiko erzielte, den 2:1-Siegtreffer.
Als einer der vier Semifinalisten der CONCACAF U-17-Meisterschaft starteten die Mexikaner Ende Oktober 2019 in die U-17-Fußball-Weltmeisterschaft 2019 in Brasilien. Zusammen mit Efraín Álvarez war Muñoz einer von zwei Spielern der 21-köpfigen mexikanischen U-17-Auswahl bei der U-17-Weltmeisterschaft die nördlich der Grenze, in den Vereinigten Staaten, geboren wurden. Im Turnierverlauf bestritt Muñoz als Stammspieler sechs Turnierpartien, erst im Finale unterlag man dem brasilianischen Nachwuchs mit 1:2. Sein einziger Turniertreffer beim 2:0-Achtelfinalerfolg über Japan wurde später zum besten Treffer des Turniers gewählt.

## Erfolge
- Sieger der CONCACAF U-17-Meisterschaft: 2019
- Finalist der U-17-Fußball-Weltmeisterschaft: 2019